# Calabuig, stranamore e altri incidenti
Calabuig, stranamore e altri incidenti (1978) è un album del cantautore Roberto Vecchioni.

## Il disco
L'album venne registrato negli studi GRS Sound di Milano, il tecnico del suono è Bruno Malasoma e, gli arrangiamenti sono opera di Mauro Paoluzzi.
Nella copertina apribile vi è una foto di Giancarlo Baroni che raffigura Vecchioni, che in quel periodo si era fatto crescere la barba, seduto mentre fuma un sigaro, e un ragazzo che sta per tirare una mela addentata. L'album venne pubblicato in due versioni con la copertina speculare: in una versione Vecchioni è a destra e il ragazzo a sinistra, nell'altra viceversa.
Le canzoni sono tutte edite dalle edizioni musicali Babajaga. Nelle note di copertina il cantautore ringrazia la ditta Franco Avona per aver fornito gli strumenti musicali.

## Tracce
Lato A
1. Stranamore (Pure questo è amore) (4:20)
2. Ninni (6:16)
3. A te (4:14)
4. Calabuig (1:12)
5. Sette meno uno (Il cane, la volpe, la civetta, il fagiano, il cavallo, il falco) (4:12)

Lato B
1. Il capolavoro (4:38)
2. Il castello (7:03)
3. L'estraneo (Infiniti ritorni) (6:19)

## Formazione
- Roberto Vecchioni – voce
- Stefano Pulga – pianoforte, Fender Rhodes, sintetizzatore
- Billy Zanelli – basso
- Mauro Paoluzzi – batteria, percussioni, chitarra elettrica, chitarra acustica
- Lucio Fabbri – violino, violoncello
- Naimy Hackett[2] – cori